# Ernest Monis

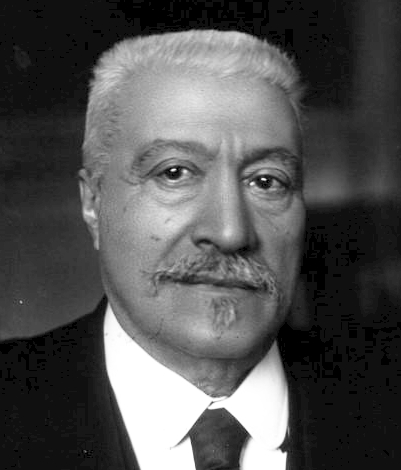
Ernest Monis 1918.

Antoine Emmanuel Ernest Monis, född den 23 maj 1846 i Châteauneuf-sur-Charente (departementet Charente), död den 25 maj 1929, var en fransk politiker.
Monis verkade som advokat först i Cognac, sedan i Bordeaux. Han valdes 1885 som moderatliberal till deputerad, men föll igenom vid 1889 års val. Sedan 1891 var han medlem av senaten för departementet Gironde. Han var ägare av stora vingods i närheten av Cognac. Monis var 1896 i senaten ledare av den opposition, som bragte den radikala ministären Bourgeois på fall. I Waldeck-Rousseaus ministär (juni 1899–juni 1902) var han justitieminister och blev sedermera en av senatens vicepresidenter. 
Efter ministären Briands fall blev Monis (mars 1911) konseljpresident; hans ministär, vars mest betydande medlemmar var radikalerna Delcassé, Berteaux och Caillaux, led av oenighet och intog en svag och osjälvständig hållning gentemot deputeradekammaren och särskilt dess yttersta vänster. Beslutet om en expedition till Fes (april) var dess betydelsefullaste regeringsåtgärd. Vid en flygmaskinstävling i Issy-les-Moulineaux blev Monis allvarligt sårad och krigsministern Berteaux dödad av ett aeroplan, som vid starten susade in bland åskådarna (20 maj samma år), och därmed var ministärens öde beseglat. 
Monis ställföreträdare, justitieministern Perrier, manövrerade oskickligt i deputeradekammaren, och då ett begärt förtroendevotum (23 juni) vägrades, avgick ministären, omedelbart innan Marockokonflikten med Tyskland, i vars tidigare stadier utrikesministern Cruppi visat föga skicklighet, utvecklade sig till akut kris. Monis spelade efter sitt fall en ganska underordnad roll i senaten, där han satt kvar till 1920.